# 1. FSV Mainz 05 II
1. FSV Mainz 05 II, früher 1. FSV Mainz 05 (A) oder 1. FSV Mainz 05 Amateure, die zweite Mannschaft des 1. FSV Mainz 05, ist ein Fußballteam aus der rheinland-pfälzischen Landeshauptstadt Mainz. Ab der Saison 2014/15 spielte die Mannschaft in der 3. Liga, seit der Spielzeit 2017/18 tritt sie nach einem Abstieg wieder in der Regionalliga Südwest an. Sie ist eine U23-Mannschaft und dient jungen Spielern als Zwischenstation zwischen dem Jugend- und dem Profibereich.

## Geschichte

### Zweite Mannschaft – Nummer 1
Die erste dieser beiden Abteilungen stieg 1956 aus der rheinhessischen A-Klasse, Gruppe Nord, in die II. Amateurliga Rheinhessen (damals die vierthöchste Spielklasse) auf. Ein Jahr darauf gelang der erneute Aufstieg in die I. Amateurliga. Der Höhenflug hielt nicht lange an – zwei Jahre nach dem zweiten Aufstieg spielte die Mannschaft wieder in der A-Klasse, ab 1964 sogar in der B-Klasse, der sechsthöchsten Liga. Einige Jahre später wurde die Mannschaft aufgelöst.

### Zweite Mannschaft – Nummer 2
| Saison  | Liga                    | Platz (von) | Tore   | Punkte |
| ------- | ----------------------- | ----------- | ------ | ------ |
| 1995/96 | Bezirksliga Rheinhessen | 01 (16)     | 111:21 | 80     |
| 1996/97 | Landesliga Südwest Ost  | 01 (16)     | 83:26  | 78     |
| 1997/98 | Verbandsliga Südwest    | 03 (16)     | 75:26  | 46     |
| 1998/99 | Verbandsliga Südwest    | 01 (16)     | 86:22  | 69     |
| 1999/00 | Oberliga Südwest        | 04 (19)     | 66:33  | 63     |
| 2000/01 | Oberliga Südwest        | 07 (21)     | 71:43  | 64     |
| 2001/02 | Oberliga Südwest        | 02 (18)     | 65:23  | 69     |
| 2002/03 | Oberliga Südwest        | 01 (19)     | 70:23  | 73     |
| 2003/04 | Regionalliga Süd        | 14 (18)     | 40:48  | 42     |
| 2004/05 | Regionalliga Süd        | 17 (18)     | 29:46  | 33     |
| 2005/06 | Oberliga Südwest        | 03 (17)     | 55:35  | 56     |
| 2006/07 | Oberliga Südwest        | 02 (17)     | 62:26  | 66     |
| 2007/08 | Oberliga Südwest        | 01 (18)     | 87:22  | 76     |
| 2008/09 | Regionalliga West       | 05 (18)     | 58:45  | 52     |
| 2009/10 | Regionalliga West       | 15 (18)     | 37:45  | 40     |
| 2010/11 | Regionalliga West       | 13 (18)     | 48:51  | 41     |
| 2011/12 | Regionalliga West       | 12 (19)     | 49:47  | 43     |
| 2012/13 | Regionalliga Südwest    | 11 (19)     | 55:56  | 49     |
| 2013/14 | Regionalliga Südwest    | 03 (18)     | 63:34  | 67     |
| 2014/15 | 3. Liga                 | 16 (20)     | 43:52  | 42     |
| 2015/16 | 3. Liga                 | 12 (20)     | 48:47  | 48     |
| 2016/17 | 3. Liga                 | 19 (20)     | 41:58  | 40     |
| 2017/18 | Regionalliga Südwest    | 07 (19)     | 52:56  | 51     |
| 2018/19 | Regionalliga Südwest    | 14 (18)     | 39:48  | 33     |
| 2019/20 | Regionalliga Südwest    | 06 (18)     | 37:29  | 37     |
| 2020/21 | Regionalliga Südwest    | 17 (22)     | 58:73  | 49     |
| 2021/22 | Regionalliga Südwest    | 05 (19)     | 63:42  | 69     |
| 2022/23 | Regionalliga Südwest    | 09 (18)     | 50:47  | 48     |
| 2023/24 | Regionalliga Südwest    | 08 (18)     | 56:60  | 50     |
| 2024/25 | Regionalliga Südwest    | 12 (18)     | 48:53  | 41     |

#### 1992 bis 1999: Anfangsjahre
Eine erneute zweite Mannschaft wurde vom späteren Mainzer Manager Christian Heidel ins Leben gerufen und startete unter der Bezeichnung 1. FSV Mainz 05 Amateure in der Saison 1992/93 in der C-Klasse, der damaligen untersten Liga. Nach vier Meisterschaften in Folge stieg sie 1997 in die Verbandsliga Südwest auf. In der ersten Saison in der Verbandsliga Südwest erreichte die zweite Mannschaft vom 1. FSV Mainz 05 den 3. Platz und stieg in die Oberliga Südwest auf.

#### 1999 bis 2004: Erste Spielzeiten in der Oberliga
In der Oberliga Südwest etablierte sich die Mannschaft in der oberen Tabelle mit Trainer Manfred Lorenz und erreichte in der ersten Saison den 4. Platz. Hinter dem FC 08 Homburg waren sie der zweitbeste Aufsteiger. Nach der Saison wurde der ehemalige Profi Uwe Stöver Trainer und beendete mit der Mannschaft die Saison 2000/01 auf den 7. Platz. Nach einer Saison wurde er durch den ehemaligen englischen Profi Colin Bell ersetzt. In der ersten Saison unter ihn wurden die Mainzer Amateure Zweiter hinter Borussia Neunkirchen, in der nächsten Saison führte er die Mannschaft zur Meisterschaft und stieg in die Regionalliga Süd auf.

#### 2003 bis 2005: Zwei Saisons in der Regionalliga
In der ersten Saison sicherte sich die Mannschaft mit Platz 14 den Verbleib in der Regionalliga. Durch den gleichzeitigen Aufstieg der ersten Mannschaft in die erste Bundesliga spielten in der Saison 2004/05 von der ersten Mannschaft bis zu den Jugendmannschaften alle Teams des Vereins in der jeweils höchstmöglichen Liga. Während der Saison wechselte Colin Bell zu Preußen Münster und sein Co-Trainer Peter Neustädter, der noch als Spieler für die zweite Mannschaft aktiv war, übernahm den Trainerposten. Als 16. stieg die Mainzer Reserve gemeinsam mit dem FC Nöttingen und den 1. SC Feucht ab.

#### 2005 bis 2008: Erneute Zeit in der Oberliga
Nach dem Abstieg in die Oberliga Südwest verpasste man als Dritter den direkten Wiederaufstieg hinter dem FK Pirmasens und den FC 08 Homburg. In der folgenden Saison erreichte man den zweiten Platz hinter dem FSV Oggersheim und verfehlte den Aufstieg. Mit 76 Punkten wurde man in der Saison 2007/08 Meister und erreichte den Aufstieg in die Regionalliga West.

#### 2008 bis 2014: Spielzeit in der Regionalliga
Nach dem Aufstieg sicherte die Mannschaft in der Saison 2008/09 mit einem 5. Platz den Verbleib in der Regionalliga West und stellte die viertbeste Reservemannschaft. In der nächsten Saison wurde Peter Neustädter am 26. April 2010 beurlaubt, als der FSV Mainz 05 II auf dem 16. Tabellenplatz stand. Chefscout Roland Vrabec übernahm die Mannschaft bis zum Saisonende und führte die Mannschaft mit dem 15. Platz zum Klassenerhalt.
Zur neuen Saison übernahm der Schweizer Martin Schmidt die Mannschaft, Vrabec wurde sein Co-Trainer. In der Saison 2010/11 erreichte die Mannschaft mit dem 13. Platz, in der folgenden Saison mit dem 12. Platz den Klassenerhalt. Durch die Regionalliga-Reform startete der 1. FSV Mainz 05 II ab der Saison 2012/13 in der Regionalliga Südwest und erreichte in der ersten Saison den 11. Platz.
In der folgenden Saison erreichten die Mainzer mit dem dritten Platz ihr bis dahin bestes Ergebnis in der Regionalliga und profitierten davon, dass der SC Freiburg für seine zweite Mannschaft keine Lizenz für die 3. Liga beantragt hatte. Weil die Regionalliga Südwest zwei Mannschaften in die Aufstiegsspiele schickte, rückten die Mainzer nach und trafen in den Aufstiegsspielen zur 3. Liga auf den Meister der Regionalliga Nordost, die TSG Neustrelitz. Im Hinspiel in Neustrelitz siegten die Mainzer durch die Tore von Mounir Bouziane und Daniel Bohl. Im Rückspiel sicherten die Tore von Devante Parker, Mounir Bouziane und Marc Wachs das 3:1 und den Aufstieg in die 3. Liga.

#### 2014 bis 2017: Zeit in der 3. Liga

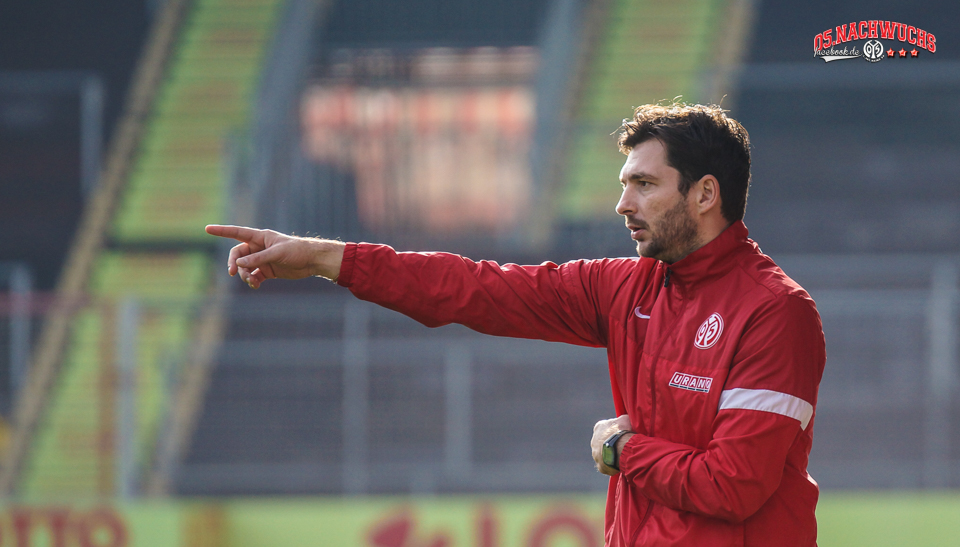
Sandro Schwarz – ehemaliger Trainer vom 1. FSV Mainz 05 II (2015–2017)

Nachdem Martin Schmidt die Mannschaft in die 3. Liga geführt hatte, wurde er nach der Entlassung von Kasper Hjulmand am 17. Februar 2015 zum Cheftrainer der ersten Mannschaft ernannt. Der damalige Trainer der U-19-Mannschaft, Sandro Schwarz, übernahm den Trainerposten in der zweiten Mannschaft. Er führte die Mannschaft mit dem 16. Platz zum Klassenerhalt; in der Saison 2015/16 schafften sie erneut den Klassenerhalt. Am Ende der Saison stand man auf dem 12. Platz und stellte somit die beste Zweitvertretung in der 3. Liga. In der Saison 2016/17 konnte das Team als 19. die Klasse nicht halten und stieg aus der Liga ab.

#### Ab 2017: Regionalliga Südwest
Nach dem Abstieg aus der 3. Liga übernahm zur Regionalligasaison 2017/18 Dirk Kunert den Trainerposten von Sandro Schwarz, der als Nachfolger von Martin Schmidt zum Trainer der ersten Mannschaft berufen worden war. Kunert wurde Anfang April 2018 freigestellt und von Thomas Krücken abgelöst. Seit der Saison 2018/19 war Bartosch Gaul Trainer der Mannschaft. Er wechselte in der Sommerpause 2022 zu Górnik Zabrze. Cheftrainer ist seitdem Jan Siewert.

### DFB-Pokal-Historie
Zwischen 2001 und 2005 gewannen die Mainzer Amateure unter Trainer Peter Neustädter fünfmal hintereinander den Südwestpokal und qualifizierten sich jeweils für den DFB-Pokal-Wettbewerb der folgenden Saison. Weil die erste Mannschaft des FSV entweder in der Fußball-Bundesliga oder in der 2. Fußball-Bundesliga spielte, war sie ebenfalls qualifiziert, wodurch Mainz 05 mit zwei Mannschaften im DFB-Pokal vertreten war.
Bei den fünf Teilnahmen am DFB-Pokal kam die Mainzer Reserve nie über die erste Runde hinaus. Bei ihrer ersten und dritten Teilnahme wurden sie von den damaligen Erstligisten Borussia Mönchengladbach bzw. damaligen Zweitligisten Karlsruher SC erst im Elfmeterschießen geschlagen.

## Erfolge
- Südwestmeisterschaft und Aufstieg in die Regionalliga: 2003, 2008
- Südwestpokalsieg: 2001, 2002, 2003, 2004 und 2005
- Aufstieg in die 3. Liga: 2014

## Mannschaft

### Kader Saison 2024/25
| 01 | Maximilian Kinzig | Deutschland |
| 21 | Leon Hoffmann     | Deutschland |
| 23 | Pit Zuther        | Deutschland |
| 28 | Luke Gauer        | Deutschland |

| 02 | Jean-Marie Nadjombe | /           |
| 03 | Stjepan Pavisic     | /           |
| 04 | Philipp Schulz      | Deutschland |
| 06 | Korbinian Burger    | Deutschland |
| 20 | Justus Götze        | Deutschland |
| 22 | Tim Müller          | Deutschland |
| 24 | Dennis Azakir       | Deutschland |
| 31 | Lucas Laux          | Deutschland |

| 05 | Denis Linsmayer  | Deutschland |
| 07 | Justin Seven     | Deutschland |
| 08 | Julian Derstroff | Deutschland |
| 11 | David Mamutović  | /           |
| 13 | Eniss Shabani    | /           |
| 16 | Jason Amann      | Deutschland |
| 18 | Taiyu Yamasaki   | Japan       |
| 19 | Marc Richter     | Deutschland |
| 26 | Dominik Peštić   | /           |
| 27 | Daniel Gleiber   | Deutschland |
| 33 | Marcel Kalemba   | /           |

| 09 | Nayrobi Vargas   | /           |
| 10 | Ken Mata         | /           |
| 25 | Maxim Schröder   | Deutschland |
| 30 | Lovis Bierschenk | Deutschland |

Stand: 5. Januar 2024

### Trainerstab 2024/25
| Name              | Funktion        | Nationalität |
| Benjamin Hoffmann | Cheftrainer     | Deutschland  |
| Christof Babatz   | Co-Trainer      | Deutschland  |
| Toma Trocha       | Torwarttrainer  | Deutschland  |
| Björn Muser       | Athletiktrainer | Deutschland  |

Stand: 5. Januar 2025

## Spielstätte

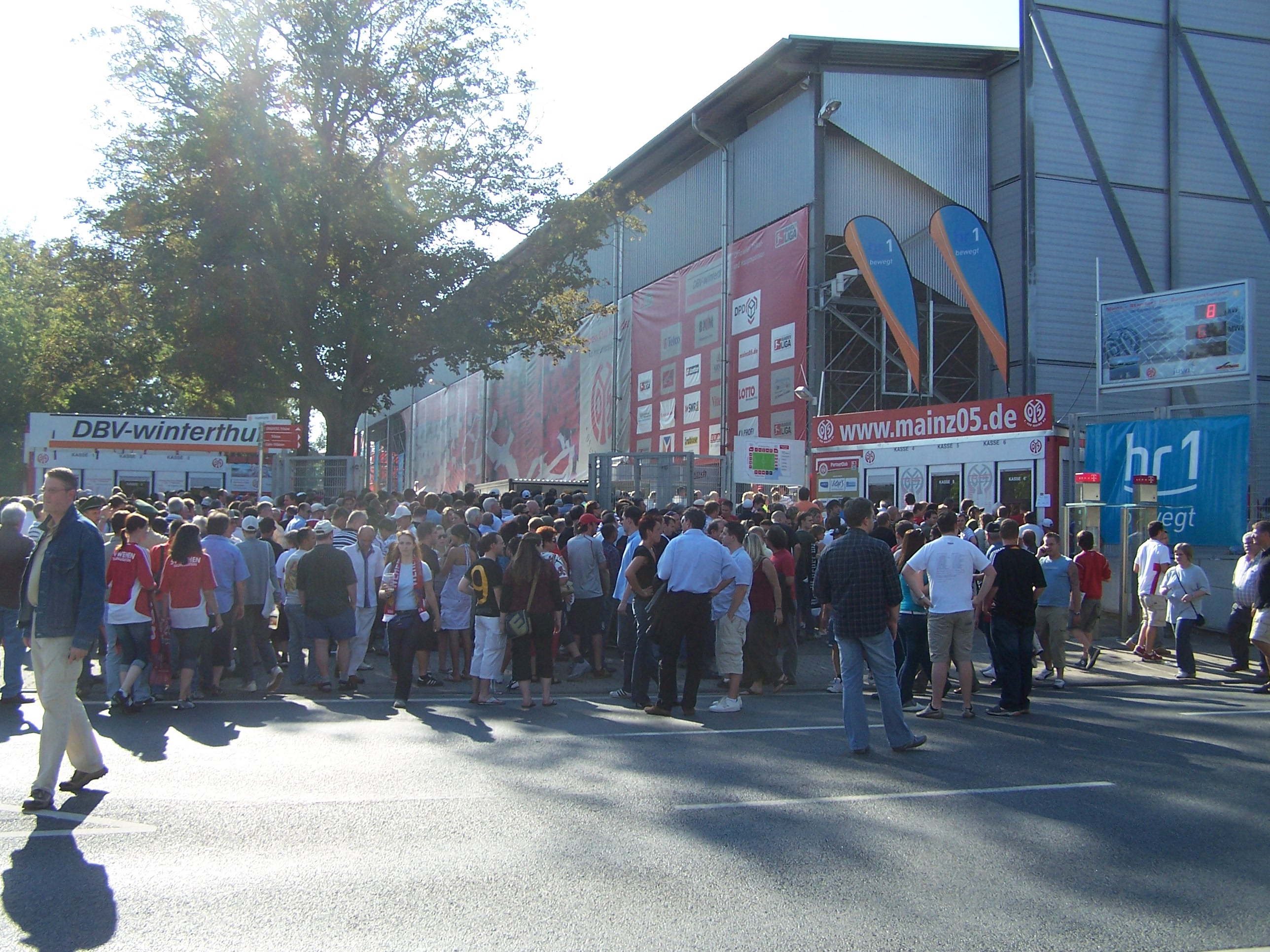
Bruchwegstadion

Im ehemaligen Stadion der ersten Mannschaft, dem Bruchwegstadion, trägt die zweite Mannschaft ihre Heimspiele in der Regionalliga Südwest (4. Liga) aus. Auch die A-Jugend-Mannschaft des Vereins nutzt das Stadion. Das Bruchwegstadion bietet 14.600 Zuschauern Platz; im Spielbetrieb ist die Kapazität auf 7378 begrenzt.